# Marcus Decius
Marcus Decius war eine sagenhafte Gestalt in der Frühzeit der römischen Republik.
Laut der legendären Überlieferung war er 494 oder 493 v. Chr. bei der ersten secessio plebis (Auszug der Plebejer aus Rom) der Gesandte der Plebejer an den Senat. 491 v. Chr. soll er als Volkstribun die Anklage gegen Gnaeus Marcius Coriolanus geführt haben.